# BAP Lima

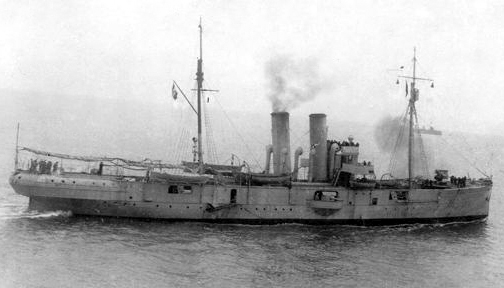
El Lima luego de ser reclasificado como crucero.

El BAP Lima fue un cañonera blindada de la Marina de Guerra del Perú mandado a construir en 1880 en los astilleros de Howaldtswerke en Kiel, Alemania. Fue retenido por Gran Bretaña a causa de la guerra entre el Perú y Chile y llegó al Callao recién en 1889. 

## Datos históricos

### Antecedentes
Como consecuencia de la pérdida del monitor peruano Huáscar en el combate de Angamos, ocurrido el 8 de octubre de 1879, la Marina de Guerra del Perú se redujo a 4 unidades navales de poder menor entonces se organizaron juntas patrióticas que reunían los donativos de los ciudadanos de todo el país, colecta que tenía como objetivo adquirir dos blindados en Europa que fueran capaces de inclinar la balanza de la guerra en el mar a favor del Perú. 
Se envió una comisión a Europa y se iniciaron las negociaciones para la adquisición de los buques de guerra. En Italia se comenzaron las conversaciones para comprar la fragata blindada Roma, en Dinamarca el capitán José María Salcedo se interesa por la fragata blindada Danmark, en Francia las opciones de compra se limitaban a buques antiguos y solo en el imperio otomano se encontraron blindados de fabricación inglesa tan modernos como los chilenos Cochrane y Blanco Encalada, pero todas estas gestiones son neutralizadas por la diplomacia chilena. En Estados Unidos también se realizan negociaciones estando estas a cargo del capitán de navío Germán Astete.
Sin embargo, para un país que había reunido 200 mil libras esterlinas y que carecía de crédito internacional, era imposible adquirir algún blindado por lo que se decidió la compra de dos cañoneras, que fueron disfrazadas de cargueros y construidas bajo bandera griega: el Diógenes y el Sócrates, pero esas naves, al partir, fueron retenidas por Gran Bretaña, país neutral.

### Llegada al Perú
Después de varios años, en 1889, llega al Callao uno de los dos buques: el Sócrates, bautizado como Lima. El otro buque, el Diógenes, se quedó como pago. Sería comprado por los EE. UU. y se rebautizaría como el USS Topeka PG-35.

### Repatriación de los restos de los héroes
En 1890 la cañonera sería enviada a Valparaíso, Chile, con el fin de repatriar los restos mortales del almirante Miguel Grau, de la tripulación del Monitor Huáscar, del coronel Alfonso Ugarte y de otros héroes de la guerra que se encontraban enterrados en Chile.

### Reclasificación como crucero
Luego de varios años en servicio fue reclasificada como crucero. Posteriormente, en 1926, durante el Oncenio de Leguia, el crucero Lima fue incorporado a la División de Submarinos de la Comandancia General de la Escuadra como buque madre de los submarinos tipo R.

### Operaciones bélicas

#### Campaña militar del Nororiente de 1932
El crucero Lima partió hacia el río Putumayo para participar en el conflicto con Colombia, junto al Teniente Rodríguez, no llegando a participar en dicho conflicto.
El Lima llegó a Iquitos, habiendo servido en dicha ciudad amazónica peruana como buque escuela durante muchos años.

### Baja
Fue dado de baja en 1940. 